# Spicospina flammocaerulea
A Spicospina flammocaerulea a kétéltűek (Amphibia) osztályának békák (Anura) rendjébe, a Myobatrachidae családba, azon belül a Spicospina nembe tartozó faj. A Spicospina nem monotipikus faja. A fajt 1994-ben fedezték fel.

## Előfordulása
Ausztrália endemikus faja. Nyugat-Ausztrália délnyugati részén, Walpole-tól 24-30 km-re északkeletre, mindössze három helyen honos. Előfordulási területének mérete mintegy 305 km², élőhelye töredezett. Tizennégy populáció a Bow Bridge-től északra, nyugatra és keletre fekvő magánterületen található, a többi a Franklin-hegységi Nemzeti Parkban vagy a Roe-hegység és a Lindesay-hegység Nemzeti Park részeként kijelölt, de még hivatalosan nem bejelentett területen.
Amikor 1997-ben először leírták, a faj csak három, egymástól jól elkülönülő tőzegmocsárból volt ismert Nyugat-Ausztrália délnyugati csücskében. Az 1997 és 2000 között végzett felmérések során az ismert populációk száma 27-re növekedett, amelyek mindegyike az állam déli partvidékén, Walpole-tól keletre és északkeletre található. A populáció méretéről nem állnak rendelkezésre megbízható adatok, azonban 1994-1997 között több helyen is számoltak hímeket.

## Megjelenése
Kis méretű békafaj, testhossza a 3,5 cm-t érheti el. Háta kékesfekete, karjain és lábain, valamint a szeme körül apró, élénk kék foltokkal. Hasa kékesfekete, világoskék foltokkal, a torka élénk narancssárga. A felső ajak, a kezek, a lábak és a hónalj szintén élénk narancssárga. Ujjai között úszóhártya van, ujjai végén nincsenek korongok.

## Életmódja
Tavasszal és nyáron szaporodik. A nőstény a petéket egyenként rakja le a kis méretű, mély tavak vízfelszínén lévő algaszőnyegekre. Az ebihalak hossza elérheti a 3 cm-t, barna színűek. Gyakran maradnak a vízi algaszőnyegek között, és körülbelül három hónapig tart, amíg békává fejlődnek.

## Természetvédelmi helyzete
A vörös lista a sebezhető fajok között tartja nyilván. Élőhelye kicsi, töredezett, bár több védett területen is előfordul.